# Abelisauridae
Az Abelisauridae (jelentése 'Abel gyíkjai') a ceratosaurus theropoda dinoszauruszok egyik családja (vagy kládja). Az abelisauridák a kréta időszakban terjedtek el az egykori szuperkontinens, Gondwana területén, fosszilis maradványaik pedig napjainkban Afrikában, Dél-Amerikában, az Indiai szubkontinensen és Madagaszkár szigetén fedezhetők fel.
A legtöbb theropodához hasonlóan az abelisauridák is két lábon járó húsevők voltak. Jellemzőik közé tartoznak a zömök hátsó lábak és a koponya kiterjedt, barázdákból és lyukakból álló díszítései. A későbbi abelisauridák, például a Carnotaurus mellső lábai elcsökevényesedtek, a koponyáik megrövidültek, szemeik felett pedig csontos kinövések jelentek meg. Legtöbb ismert képviselőjük hossza az orrtól a farok végéig elérte az 5–9 métert. A jobb megismerésüket megelőzően az abelisauridákat esetenként tévesen, lehetséges dél-amerikai tyrannosauridaként azonosították.

## Anatómia

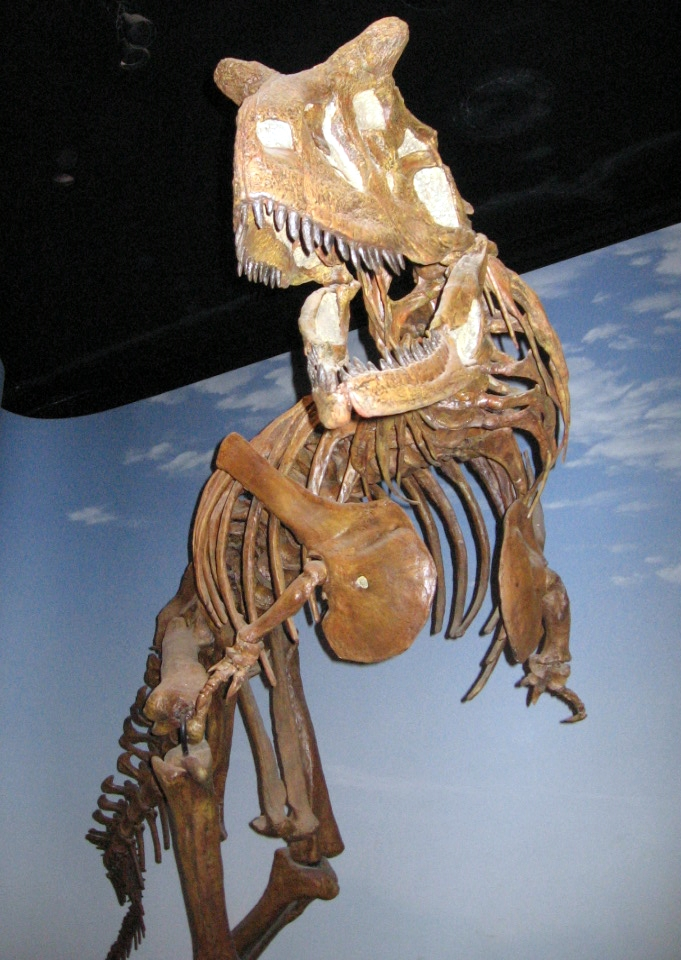
A Carnotaurus csontváza a Londoni Természetrajzi Múzeumban

Teljes csontvázakról szóló leírások csak a legfejlettebb abelisauridákról (a Carnotaurusról és az Aucasaurusról) készültek, ami megnehezíti az egyedi jellemzők (szünapomorfiák) definiálását az egész család koponya alatti (posztkraniális) csontvázára vonatkozóan. Mivel a legtöbbjük legalább koponya maradványok alapján ismert, az abelisauridák szünapomorfiái ebből a testrészből származnak.
Bár az egyes részeik változtak, az abelisauridák koponyái általában nagyon magasak és gyakran igen rövidek voltak. A Carnotaurusé például közel ugyanolyan magas volt, mint amilyen hosszú. Az abelisauridák premaxillája nagyon magas volt, amitől a pofa eleje a többi theropoda görbe pofájától eltérően tompává vált.
A könnycsont elölről, a posztorbitális csont pedig hátulról benyúlt a szemüregbe, két kamrára osztva ezt a részt. A szem az üreg felső részén, a Carnotaurus esetében kissé kifelé döntve helyezkedett el, és feltehetően bizonyos mértékű binokuláris látást biztosított. A könnycsont és a posztorbitális csont a szemüreg felett találkozott, egy redőt vagy szemöldököt képezve a szem felett.
Számos koponyacsonton látható egy hosszú barázdákból, lyukakból és kiemelkedésekből álló kiterjedt díszítés. Más ceratosaurusokhoz hasonlóan a homlokcsontok a koponyatetőn összenőttek. A carnotaurina abelisauridák homlokán rendszerint csontos kinövések voltak. A Carnotaurus homlokcsontjain, oldalirányban egy-egy szarv nyúlt ki a szemek fölé, közeli rokona az Aucasaurus pedig hasonló, de kisebb fejdíszeket viselt. A Majungasaurus és a Rajasaurus egy egyszerű szarvval vagy boltozattal rendelkezett, ami felfelé állt ki az összenőtt homlokcsontokból. A szarvakhoz hasonló kiemelkedések sok modern állatnál az egyedek felismerésére vagy elrettentésére szolgálnak.

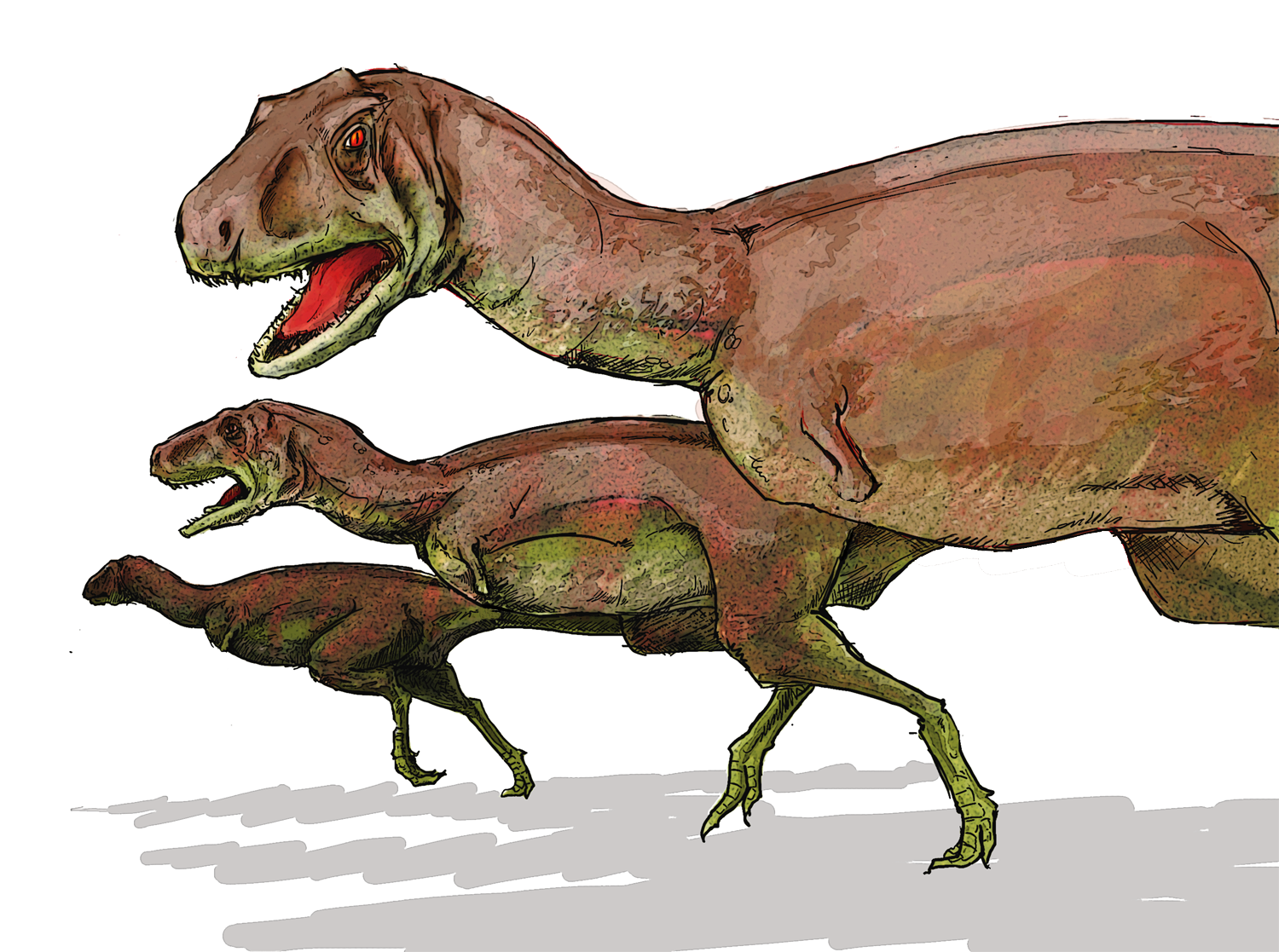
Az Aucasaurus rekonstrukciója

A csökevényes mellső lábak közül csak a carnotaurina abelisauridákhoz, az Aucasaurushoz és a Carnotaurushoz tartozók ismertek. Az orsócsont és a singcsont rendkívül rövidek, a felkarcsont hosszának kevesebb, mint a felét, a Carnotaurus esetében 25, az Aucasaurus esetében pedig a 33%-át érik el. A ceratosaurusokra jellemzően a carnotaurinák kezén négy ujj található. A hasonlóságok azonban itt véget is érnek. Csuklók nincsenek, a négy kézközépcsont egyenesen az orsócsonthoz és a singcsonthoz illeszkedik. Az első és a negyedik ujjnak nincsenek ujjpercei, a másodiknak egy, a harmadiknak pedig két ujjperce van. Úgy tűnik, hogy a mellső lábakon nem voltak karmok. Nem tudni, hogy a többi abelisauridára is jellemző volt-e ez a szokatlan mellső láb felépítés, mivel e testrészeik nem kerültek elő. Az abelisauridák hátsó lábai jobban hasonlítanak a ceratosaurusokéra; a boka részei (a boka- és a sarokcsont) összenőttek egymással és a sípcsonttal is. A sípcsont rövidebb, mint a combcsont, amitől a hátsó láb zömökké vált. A lábfejen három működő ujj található (a második, a harmadik és a negyedik), az első ujj (a hallux) nem érintkezett a talajjal.

## Taxonómia és rendszertan
Jose Bonaparte és Fernando Novas őslénykutatók 1985-ben alkották meg az Abelisauridae nevet, amikor leírást készítettek az eponimikus Abelisaurusról. A név az Abelisaurust felfedező Roberto Abel vezetéknevéből és az ógörög σαυρος / sauros 'gyík' szóból származik. Az -idae utótag igen gyakran kapcsolódik a zoológiai családnevekhez, és az ógörög -ιδαι / -idai utótagból ered, ami többesszámú főnévre utal.

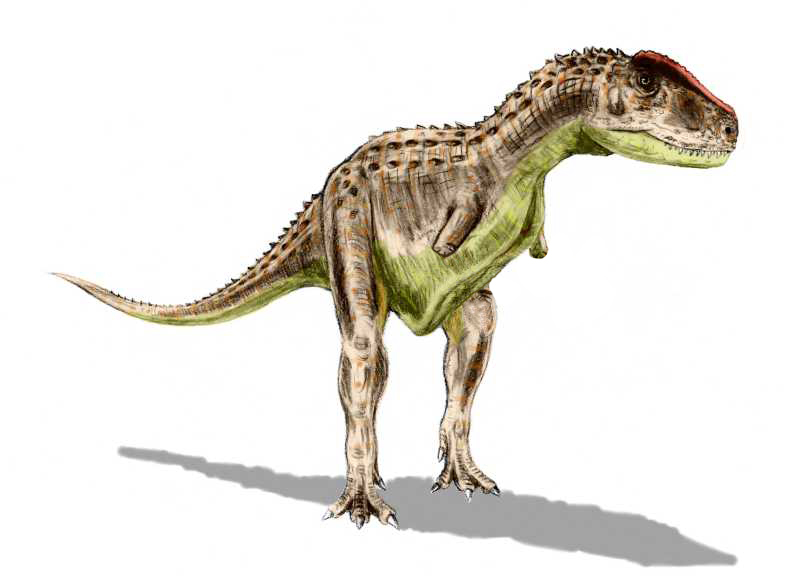
Egy bazális abelisaurida, a Rugops rekonstrukciója

Az Abelisauridae a rangokon alapuló Linné-i taxonómia szerint egy család a Ceratosauria alrendág Abelisauroidea öregcsaládjában, amely tartalmazza a Noasauridae családot is. A filogenetikus rendszertanban több definíció is tartozik hozzá. Eredetileg olyan csomópont-alapú kládként definiálták, ami tartalmazza az Abelisaurust, a Carnotaurust, kettejük legújabb közös ősét és annak valamennyi leszármazottját.
Később újradefiniálták ág-alapú taxonként, ide sorolva valamennyi olyan abelisauroidea taxont, amely közelebb áll az Abelisaurushoz (vagy a még teljesebb leletek alapján ismert Carnotaurushoz), mint a Noasaurushoz. A csomópont-alapú definíció nem tartalmazza a Rugopst vagy az Ilokelesiát, melyeket jóval bazálisabbnak tartanak az Abelisaurusnál, az ág-alapú definíció szerint azonban ebbe a csoportba tartoznak. Az Abelisauridae része a Carnotaurinae csoport, ami tartalmazza a Carnotaurini kládot alkotó Aucasaurust és Carnotaurust.
Sok abelisaurida koponyajellemző megtalálható a carcharodontosauridáknál is. E közös jellemzők, és az a tény, hogy Dél-Amerikában az abelisauridák váltották fel a carcharodontosauridákat arra a következtetésere vezetnek, hogy a két csoport rokonságban áll egymással. Azonban nem volt olyan kladisztikus elemzés, amely ilyen kapcsolatot talált volna, továbbá a koponyától eltekintve az abelisauridák és a carcharodontosauridák nagyon eltérnek egymástól, az utóbbiak jobban hasonlítanak a ceratosaurusokra és az allosauroideákra.

### Osztályozás

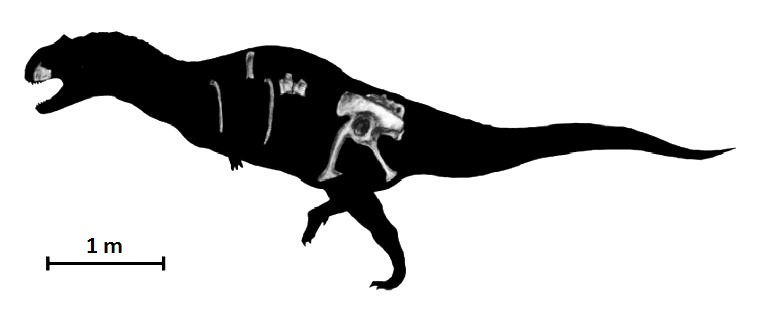
A Kryptops ismert fosszilis részeinek illusztrációja

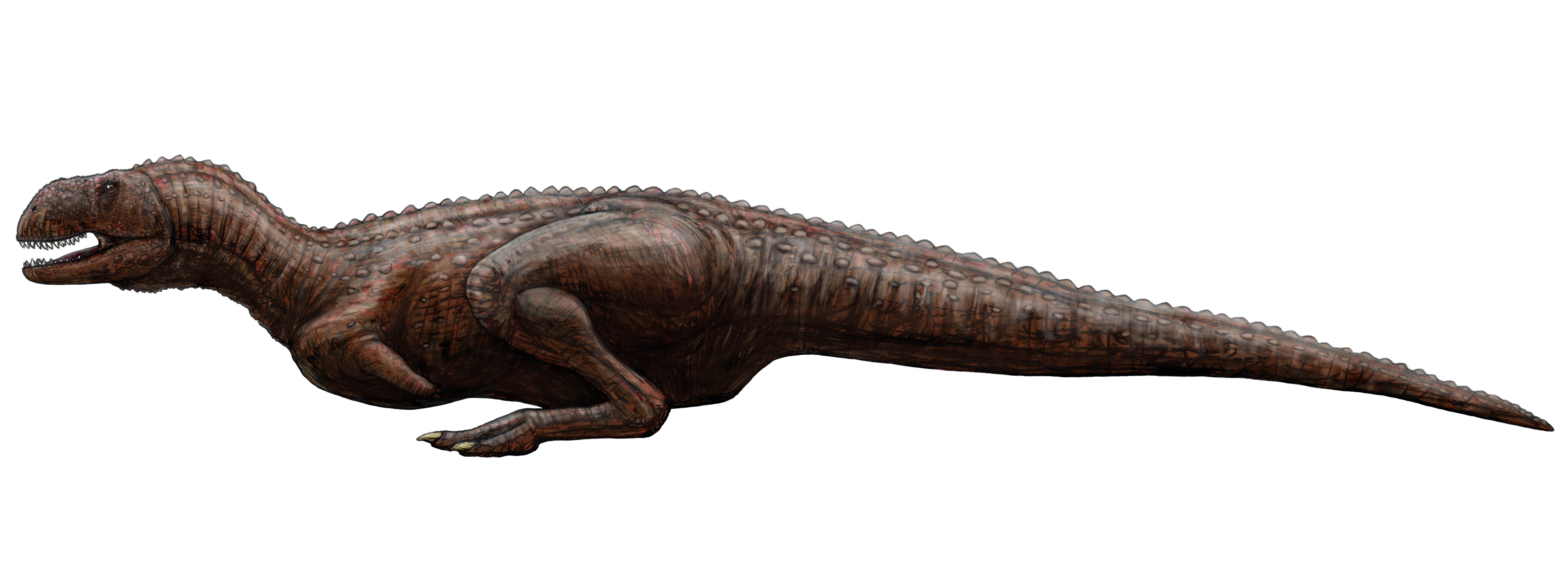
Az Indosuchus rekonstrukciója

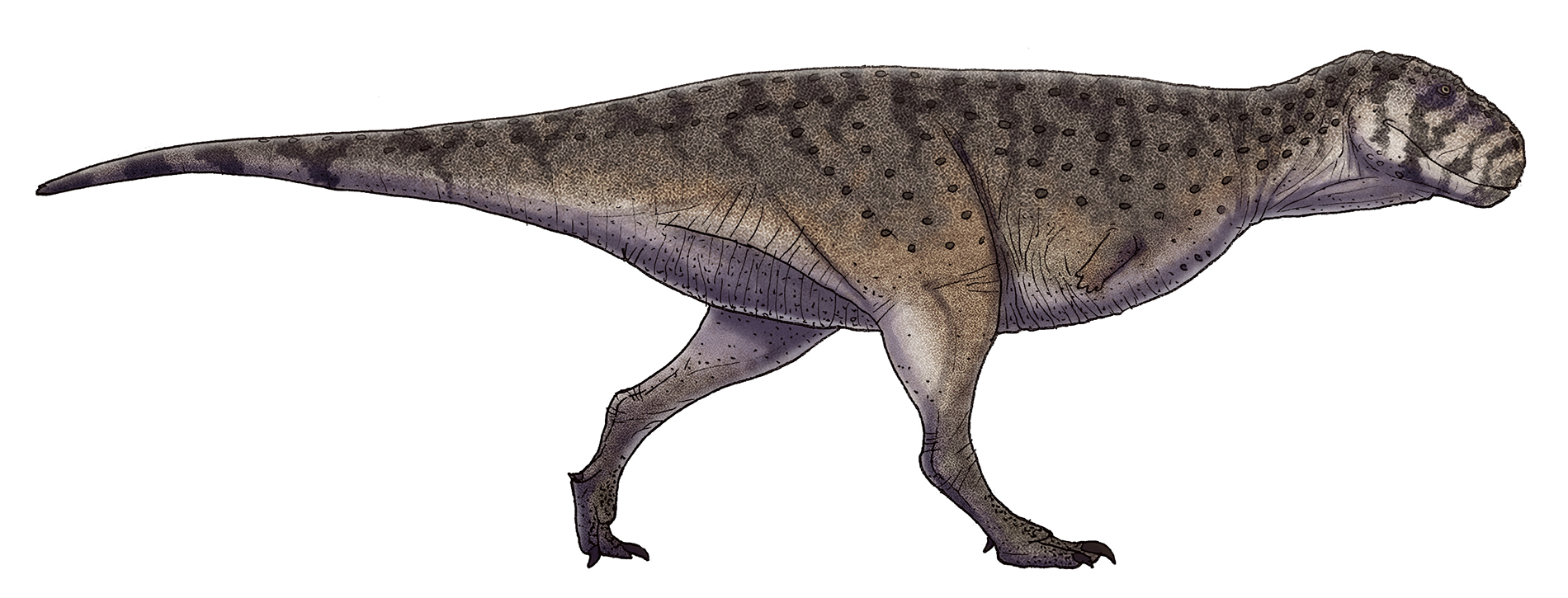
A Skorpiovenator rekonstrukciója

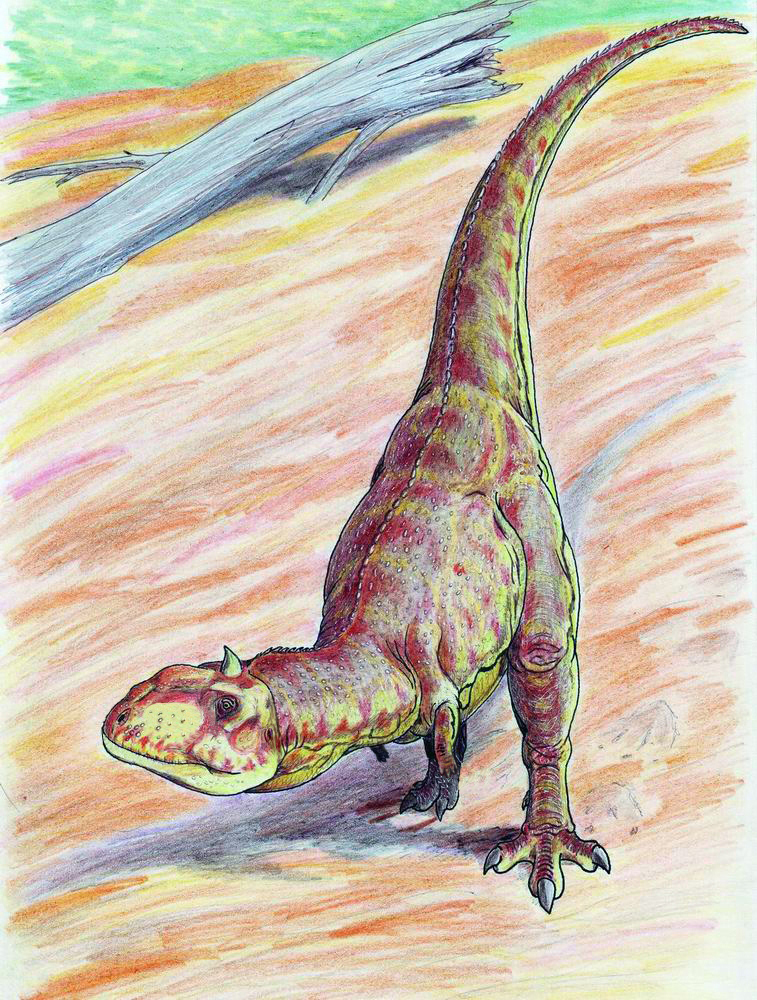
A Majungasaurus rekonstrukciója

Az alábbi felsorolás az abelisaurida nemeket tartalmazza a besorolásuk és a lelőhelyük feltüntetésével, a szár alapú definíció alapján:
ABELISAURIDAE CSALÁD
- Abelisaurus (Argentína)
- Compsosuchus (India)
- Indosaurus (India)
- Indosuchus (India)
- Kryptops[10] (Niger)
- Rugops (Niger)
- Xenotarsosaurus (Argentína)
- Carnotaurinae alcsalád
  - Ekrixinatosaurus (Argentína)[11]
  - Ilokelesia (Argentína)[11]
  - Majungasaurus (Madagaszkár)
  - Rajasaurus (India)
  - Skorpiovenator (Argentína)[11]
  - Carnotaurini nemzetség
    - Aucasaurus (Argentína)
    - Carnotaurus (Argentína)

Az Indosaurus feltehetően az Indosuchus fiatal szinonimája. Egyes tudósok az argentin Xenotarsosaurust és az indiai Compsosuchust a bazális abelisauridák közé sorolják be, míg mások úgy vélik, nem tartoznak az Abelisauroidea öregcsaládba. A francia Genusaurust és a Tarascosaurust szintén abelisauridának tekintik, de mindkettő töredékes, és lehet, hogy a bazálisabb ceratosaurusok közé tartoznak.

### Törzsfejlődés
A Chicagói Egyetem kutatója, Paul Sereno és kollégái által 2004-ben végzett filogenetikus elemzés az alábbi eredményre vezetett:
|              | Majungasaurus                                              |
|              |                                                            |
| Carnotaurini | \| \| Aucasaurus \| \| \| \| \| \| Carnotaurus \| \| \| \| |
|              | \| \| Aucasaurus \| \| \| \| \| \| Carnotaurus \| \| \| \| |
|              | Aucasaurus                                                 |
|              |                                                            |
|              | Carnotaurus                                                |
|              |                                                            |

|  | Aucasaurus  |
|  |             |
|  | Carnotaurus |
|  |             |

|              | Majungasaurus                                              |
|              |                                                            |
| Carnotaurini | \| \| Aucasaurus \| \| \| \| \| \| Carnotaurus \| \| \| \| |
|              | \| \| Aucasaurus \| \| \| \| \| \| Carnotaurus \| \| \| \| |
|              | Aucasaurus                                                 |
|              |                                                            |
|              | Carnotaurus                                                |
|              |                                                            |

|  | Aucasaurus  |
|  |             |
|  | Carnotaurus |
|  |             |

|              | Majungasaurus                                              |
|              |                                                            |
| Carnotaurini | \| \| Aucasaurus \| \| \| \| \| \| Carnotaurus \| \| \| \| |
|              | \| \| Aucasaurus \| \| \| \| \| \| Carnotaurus \| \| \| \| |
|              | Aucasaurus                                                 |
|              |                                                            |
|              | Carnotaurus                                                |
|              |                                                            |

|  | Aucasaurus  |
|  |             |
|  | Carnotaurus |
|  |             |

|              | Majungasaurus                                              |
|              |                                                            |
| Carnotaurini | \| \| Aucasaurus \| \| \| \| \| \| Carnotaurus \| \| \| \| |
|              | \| \| Aucasaurus \| \| \| \| \| \| Carnotaurus \| \| \| \| |
|              | Aucasaurus                                                 |
|              |                                                            |
|              | Carnotaurus                                                |
|              |                                                            |

|  | Aucasaurus  |
|  |             |
|  | Carnotaurus |
|  |             |

|              | Majungasaurus                                              |
|              |                                                            |
| Carnotaurini | \| \| Aucasaurus \| \| \| \| \| \| Carnotaurus \| \| \| \| |
|              | \| \| Aucasaurus \| \| \| \| \| \| Carnotaurus \| \| \| \| |
|              | Aucasaurus                                                 |
|              |                                                            |
|              | Carnotaurus                                                |
|              |                                                            |

|  | Aucasaurus  |
|  |             |
|  | Carnotaurus |
|  |             |

|              | Majungasaurus                                              |
|              |                                                            |
| Carnotaurini | \| \| Aucasaurus \| \| \| \| \| \| Carnotaurus \| \| \| \| |
|              | \| \| Aucasaurus \| \| \| \| \| \| Carnotaurus \| \| \| \| |
|              | Aucasaurus                                                 |
|              |                                                            |
|              | Carnotaurus                                                |
|              |                                                            |

|  | Aucasaurus  |
|  |             |
|  | Carnotaurus |
|  |             |

|              | Majungasaurus                                              |
|              |                                                            |
| Carnotaurini | \| \| Aucasaurus \| \| \| \| \| \| Carnotaurus \| \| \| \| |
|              | \| \| Aucasaurus \| \| \| \| \| \| Carnotaurus \| \| \| \| |
|              | Aucasaurus                                                 |
|              |                                                            |
|              | Carnotaurus                                                |
|              |                                                            |

|  | Aucasaurus  |
|  |             |
|  | Carnotaurus |
|  |             |

|              | Majungasaurus                                              |
|              |                                                            |
| Carnotaurini | \| \| Aucasaurus \| \| \| \| \| \| Carnotaurus \| \| \| \| |
|              | \| \| Aucasaurus \| \| \| \| \| \| Carnotaurus \| \| \| \| |
|              | Aucasaurus                                                 |
|              |                                                            |
|              | Carnotaurus                                                |
|              |                                                            |

|  | Aucasaurus  |
|  |             |
|  | Carnotaurus |
|  |             |

|              | Majungasaurus                                              |
|              |                                                            |
| Carnotaurini | \| \| Aucasaurus \| \| \| \| \| \| Carnotaurus \| \| \| \| |
|              | \| \| Aucasaurus \| \| \| \| \| \| Carnotaurus \| \| \| \| |
|              | Aucasaurus                                                 |
|              |                                                            |
|              | Carnotaurus                                                |
|              |                                                            |

|  | Aucasaurus  |
|  |             |
|  | Carnotaurus |
|  |             |

|              | Majungasaurus                                              |
|              |                                                            |
| Carnotaurini | \| \| Aucasaurus \| \| \| \| \| \| Carnotaurus \| \| \| \| |
|              | \| \| Aucasaurus \| \| \| \| \| \| Carnotaurus \| \| \| \| |
|              | Aucasaurus                                                 |
|              |                                                            |
|              | Carnotaurus                                                |
|              |                                                            |

|  | Aucasaurus  |
|  |             |
|  | Carnotaurus |
|  |             |

|              | Majungasaurus                                              |
|              |                                                            |
| Carnotaurini | \| \| Aucasaurus \| \| \| \| \| \| Carnotaurus \| \| \| \| |
|              | \| \| Aucasaurus \| \| \| \| \| \| Carnotaurus \| \| \| \| |
|              | Aucasaurus                                                 |
|              |                                                            |
|              | Carnotaurus                                                |
|              |                                                            |

|  | Aucasaurus  |
|  |             |
|  | Carnotaurus |
|  |             |

|              | Majungasaurus                                              |
|              |                                                            |
| Carnotaurini | \| \| Aucasaurus \| \| \| \| \| \| Carnotaurus \| \| \| \| |
|              | \| \| Aucasaurus \| \| \| \| \| \| Carnotaurus \| \| \| \| |
|              | Aucasaurus                                                 |
|              |                                                            |
|              | Carnotaurus                                                |
|              |                                                            |

|  | Aucasaurus  |
|  |             |
|  | Carnotaurus |
|  |             |

|              | Majungasaurus                                              |
|              |                                                            |
| Carnotaurini | \| \| Aucasaurus \| \| \| \| \| \| Carnotaurus \| \| \| \| |
|              | \| \| Aucasaurus \| \| \| \| \| \| Carnotaurus \| \| \| \| |
|              | Aucasaurus                                                 |
|              |                                                            |
|              | Carnotaurus                                                |
|              |                                                            |

|  | Aucasaurus  |
|  |             |
|  | Carnotaurus |
|  |             |

|              | Majungasaurus                                              |
|              |                                                            |
| Carnotaurini | \| \| Aucasaurus \| \| \| \| \| \| Carnotaurus \| \| \| \| |
|              | \| \| Aucasaurus \| \| \| \| \| \| Carnotaurus \| \| \| \| |
|              | Aucasaurus                                                 |
|              |                                                            |
|              | Carnotaurus                                                |
|              |                                                            |

|  | Aucasaurus  |
|  |             |
|  | Carnotaurus |
|  |             |

|              | Majungasaurus                                              |
|              |                                                            |
| Carnotaurini | \| \| Aucasaurus \| \| \| \| \| \| Carnotaurus \| \| \| \| |
|              | \| \| Aucasaurus \| \| \| \| \| \| Carnotaurus \| \| \| \| |
|              | Aucasaurus                                                 |
|              |                                                            |
|              | Carnotaurus                                                |
|              |                                                            |

|  | Aucasaurus  |
|  |             |
|  | Carnotaurus |
|  |             |

|              | Majungasaurus                                              |
|              |                                                            |
| Carnotaurini | \| \| Aucasaurus \| \| \| \| \| \| Carnotaurus \| \| \| \| |
|              | \| \| Aucasaurus \| \| \| \| \| \| Carnotaurus \| \| \| \| |
|              | Aucasaurus                                                 |
|              |                                                            |
|              | Carnotaurus                                                |
|              |                                                            |

|  | Aucasaurus  |
|  |             |
|  | Carnotaurus |
|  |             |

Az Ilokelesiát eredetileg az Abelisauroidea testvércsoportjaként írták le. Sereno azonban kísérletképpen közelebb helyezte az Abelisaurushoz, mint a noasauridákhoz, ami összhangban áll több újabb keletű elemzés eredményével. Ez alapján az ág-alapú definíció értelmében az Ilokelesia és a Rugops bazális abelisauridák. Bár jóval bazálisabbak, mint az Abelisaurus, a csomópont-alapú definíció alapján az Abelisauridae családon kívülre kerülnek. Az Ekrixinatosaurus, melyet szintén 2004-ben publikáltak, nem szerepelt Sereno elemzésében, Jorge Clavo és kollégái független elemzésében azonban abelisauridaként jelenik meg.
Canale és szerzőtársai a Skorpiovenator 2008-as leírásával együtt egy másik, főként a dél-amerikai abelisauridákra koncentráló filogenetikus elemzést is megjelentettek. Összegzésükben úgy találták, hogy a család összes dél-amerikai képviselője (beleértve az Ilokelesiát is) egy csoportba tartozik a carnotaurinák Brachyrostra nevű alkládjával.
|  | Carnotaurus |
|  |             |
|  | Aucasaurus  |
|  |             |

|  | Ilokelesia                                                          |
|  |                                                                     |
|  | \| \| Skorpiovenator \| \| \| \| \| \| Ekrixinatosaurus \| \| \| \| |
|  |                                                                     |
|  | Skorpiovenator                                                      |
|  |                                                                     |
|  | Ekrixinatosaurus                                                    |
|  |                                                                     |

|  | Skorpiovenator   |
|  |                  |
|  | Ekrixinatosaurus |
|  |                  |

|  | Carnotaurus |
|  |             |
|  | Aucasaurus  |
|  |             |

|  | Ilokelesia                                                          |
|  |                                                                     |
|  | \| \| Skorpiovenator \| \| \| \| \| \| Ekrixinatosaurus \| \| \| \| |
|  |                                                                     |
|  | Skorpiovenator                                                      |
|  |                                                                     |
|  | Ekrixinatosaurus                                                    |
|  |                                                                     |

|  | Skorpiovenator   |
|  |                  |
|  | Ekrixinatosaurus |
|  |                  |

|  | Carnotaurus |
|  |             |
|  | Aucasaurus  |
|  |             |

|  | Ilokelesia                                                          |
|  |                                                                     |
|  | \| \| Skorpiovenator \| \| \| \| \| \| Ekrixinatosaurus \| \| \| \| |
|  |                                                                     |
|  | Skorpiovenator                                                      |
|  |                                                                     |
|  | Ekrixinatosaurus                                                    |
|  |                                                                     |

|  | Skorpiovenator   |
|  |                  |
|  | Ekrixinatosaurus |
|  |                  |

|  | Carnotaurus |
|  |             |
|  | Aucasaurus  |
|  |             |

|  | Ilokelesia                                                          |
|  |                                                                     |
|  | \| \| Skorpiovenator \| \| \| \| \| \| Ekrixinatosaurus \| \| \| \| |
|  |                                                                     |
|  | Skorpiovenator                                                      |
|  |                                                                     |
|  | Ekrixinatosaurus                                                    |
|  |                                                                     |

|  | Skorpiovenator   |
|  |                  |
|  | Ekrixinatosaurus |
|  |                  |

## Elterjedés

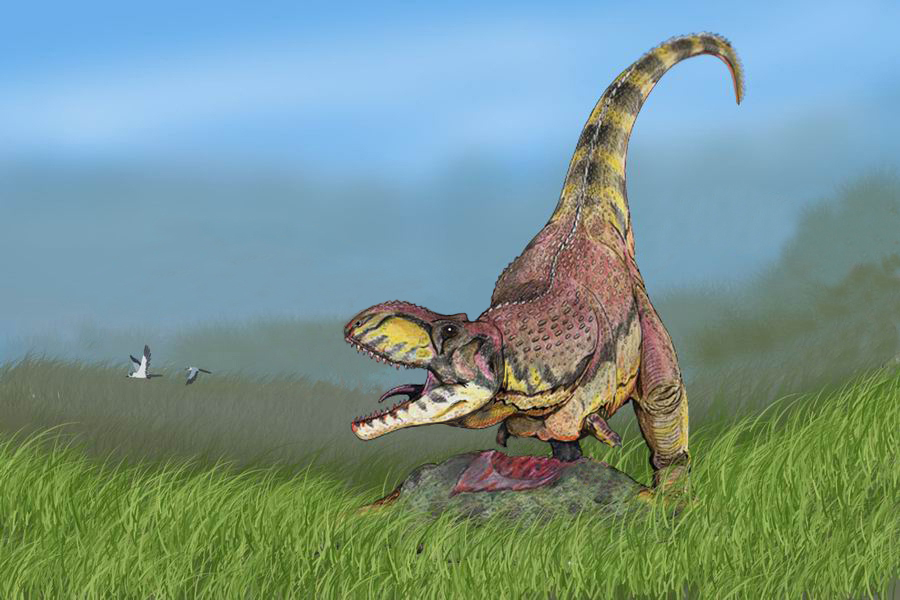
Az indiai Rajasaurus rekonstrukciója

Az abelisauroideákat jellegzetes kréta időszaki csoportnak tekintik, viszont Madagaszkárról ismertek középső jura időszaki, feltételezett abelisauroidea maradványok. Az abelisauridák maradványai azonban csak a déli kontinensekről, Gondwana egykori részeiről kerültek elő. Az első leírásuk idején, 1985-ben még csak két dél-amerikai, kréta időszaki nem, a Carnotaurus és az Abelisaurus volt ismert. Ezután az abelisauridákra India késő kréta időszaki rétegében (Indosuchus és Rajasaurus), valamint Madagaszkáron (Majungasaurus) is rábukkantak, ahol a kréta nagy részén jelen voltak. A tény, hogy az abelisauridák nem kerültek elő Afrika kontinentális részéről azt jelezte, hogy a csoport azután fejlődött ki, miután ez a földrész, mintegy 100 millió évvel ezelőtt elvált Gondwanától. Azonban a Rugops és más abelisauridák fosszíliáinak Észak-Afrika középső kréta időszaki rétegében történt felfedezése megcáfolta ezt az elméletet. Középső kréta időszaki abelisauridák Dél-Afrikából is ismertté váltak, ami azt bizonyítja, hogy csoport már Gondwana széttöredezése előtt is létezett.

## Fordítás
- Ez a szócikk részben vagy egészben az Abelisauridae című angol Wikipédia-szócikk ezen változatának fordításán alapul.  Az eredeti cikk szerkesztőit annak laptörténete sorolja fel. Ez a jelzés csupán a megfogalmazás eredetét és a szerzői jogokat jelzi, nem szolgál a cikkben szereplő információk forrásmegjelöléseként.